# ری میونگ-سون

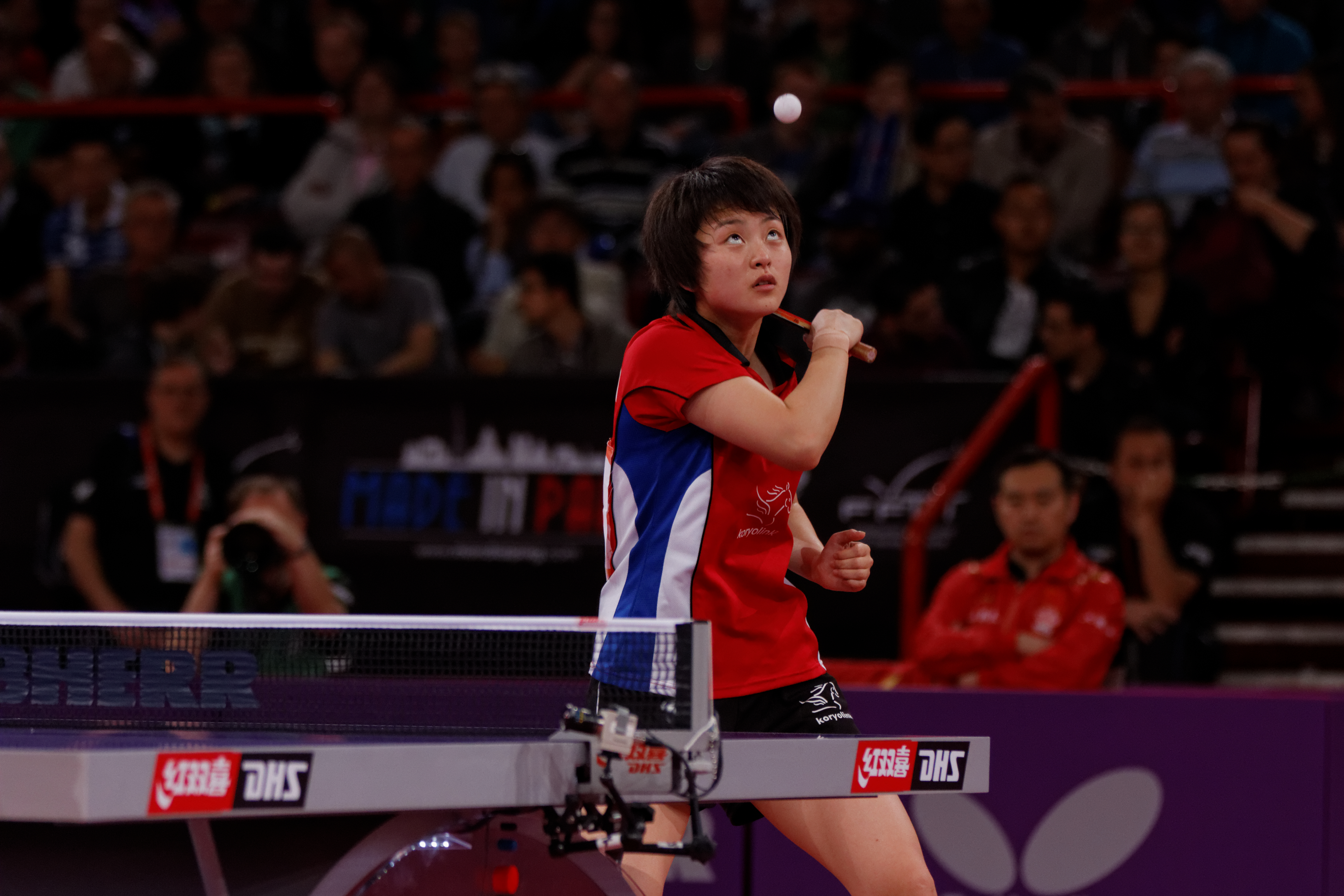
ری میونگ-سون / ۲۰۱۳

ری میونگ-سون (انگلیسی: Ri Myong-sun؛ زادهٔ ۲۶ ژانویه ۱۹۹۲) بازیکن پینگ‌پنگ اهل کره شمالی است.